# Windows Server
Windows Server — лінійка серверних операційних систем від компанії Microsoft. Першою версією цієї операційної системи була Windows Server 2003, випущена 24 квітня 2003 року, а найновішою версією Windows Server є Windows Server 2022, випущена 18 серпня 2021 року.
Формально не входять до продуктової лінійки як такі, що мають іншу торгову марку, проте є попередніми версіями серверних ОС сімейства NT:
- Windows NT 3.1 Advanced Server (27 липня 1993)
- Windows NT 3.5 Server (21 вересня 1994)
- Windows NT 3.51 Server (30 травня 1995)
- Windows NT 4.0 Server (Серпень 1996)
- Windows 2000 Server (Лютий 2000)
- Windows .NET Server (2002)

Лінійка складається з наступних версій:
- Windows Server 2003 (Квітень 2003)
- Windows Server 2003 R2 (Грудень 2005)
- Windows Server 2008 (Лютий 2008)
- Windows Server 2008 R2 (Жовтень 2009)
  - Windows HPC Server 2008 (Вересень 2010)
- Windows Server 2012 (Вересень 2012)
- Windows Server 2012 R2 (Жовтень 2013)
- Windows Server 2016 (Вересень 2016)
- Windows Server 2019 (Жовтень 2018)
- Windows Server 2022 (Серпень 2021)
- Windows Server 2025 (Листопад 2024)

Microsoft також випустила Windows Small Business Server (версія для малих підприємств) і Windows Essential Business Server (більше не випускається). Ці версії включають серверну операційну систему разом з набором інших програмних продуктів компанії .